# Shirt Tales
Super Tiras é uma série de desenho animado, produzida pela Hanna-Barbera. Estreou em 18 de setembro de 1982 e teve duas temporadas, com 46 episódios.

## História
Conta a história de um grupo de animais, que vive em um carvalho no meio de um parque. Lá é a base secreta dos Super Tiras, de onde saem a fim de investigar algum pedido de socorro de outros animais.
Vestiam camisetas que davam poderes super especiais e conseguiam ouvir o pensamento dos outros animais.
Fez um sucesso razoável no Brasil, porém a segunda temporada ainda é inédita.

## Personagens
- o tigre Tyg (laranja)
- a panda Pammy (cor de rosa)
- a toupeira Digger (azul claro)
- o guaxinim Rick (vermelho)
- o orangotango Bogey (verde)

Na segunda temporada, foi adicionado
- a canguru Kip (amarelo)

## Lista de episódios
nomes originais (em inglês)

### Primeira temporada
1. The Case of the Golden Armor/Crumpling's Circus Caper
2. Shirt Napped/Game Masters
3. Elephant on the Loose/The Big Foot Incident
4. Horsin' Around/The Humbolt Ghost
5. Mission Mutt/Vacation for Dinkel
6. Digger Runs Away/Wingman
7. Figby the Spoiled Cat/The Commissioner is Missing
8. The Terrible Termites/Raiders of the Lost Shark
9. Moving Time/Back to Nature
10. Save the Park/Pam-Dora's Box
11. Hapless Hound/The Nearsighted Bear
12. The Magical Musical Caper/The Very Buried Treasure
13. Dinkel's Ark/The Duke of Dinkel

### Segunda temporada
1. Bogey Goes Ape/Digger's Three Wishes
2. The Rain, the Park and the Robot/Digger's Double
3. Kip's Dragon/Taj Mahal Tyg
4. Double Exposure/The Outer Space Connection
5. Brass Bogey/The Forbidden Island
6. T.J.'s Visit/Pleasure Valley
7. Saturday Night Shirt Tales/Kip's Toy Caper
8. Dinkel's Buddy/The Big Set-up
9. The Ghost Out West/Dinkel's Gift
10. Mayhem on the Orient Express/The Cuckoo Count Caper

## Dubladores

### Nos Estados Unidos
- Digger: Bob Ogle
- Kip: Nancy Cartwright
- T.J.: Sparky Marcus
- Pammy: Patricia Parris
- Tyg: Steven Schatzberg
- Rick: Ronnie Schell
- Bogey: Fred Travalena
- Sr. Dinkle: Herb Vigran

### No Brasil
???